# Juan Sánchez Cotán
Juan Sánchez Cotán (Orgaz, província de Toledo, 1560 – Granada, 8 de setembre de 1627) va ser un pintor espanyol deixeble de Blas de Prado i influït per alguns artistes que van treballar al monestir de l'Escorial, com Luca Cambiaso o Juan Fernández de Navarrete. Sánchez Cotán va treballar a Toledo, on va comptar amb una important clientela, fins que el 1603 va decidir ingressar com a germà llec a la Cartoixa, un dels ordes religiosos de més estricta observança. Es va establir a Granada fins a la seva defunció el 8 de setembre de 1627.
La major part de la seva obra la constitueixen pintures de tema religiós, destacant les nombroses que va realitzar per a la cartoixa de Granada. Va realitzar també retrats i paisatges, però és cèlebre per les seves natures mortes, especialment des de la celebració a Madrid, el 1935, de l'exposició Floreros y bodegones en la pintura española, la qual va resultar clau per a la revaloració crítica de la pintura de la natura morta espanyola. Entre les obres exposades en aquella ocasió n'hi figuraven dos de Sánchez Cotán que van cridar l'atenció: la Natura morta de caça, hortalisses i fruites (actualment al Museu del Prado) i la Natura morta del card (al Museu de Belles Arts de Granada), que es convertiria en una de les peces més importants de la de la història de la natura morta a Espanya.
Els seus bodegons, igual que els posteriors de Zurbarán, es van interpretar en clau mística per crítics com Emilio Orozco o Julio Cavestany a causa del sentit auster de la seva composició i la sobrietat dels seus menjars. També s'insistia a distanciar-los de les «opulentes» natures mortes flamenques, recalcant el seu caràcter «singular» en el qual s'estimaven paral·lelismes amb la literatura ascètica espanyola del segle d'Or, amb una clara influència espiritual. Julián Gállego, al contrari, explica que el pintor, a la vegada que recuperava el llenguatge al·legòric de les flors i els fruits, va oposar a la suposada sobrietat d'aquestes natures mortes el valor que aquestes viandes tenien a la seva època, en la qual podien ser considerades com a autèntiques llaminadures.

## Biografia
Sánchez Cotán va ser batejat el 25 de juny de 1560 a Orgaz; els seus pares eren Bartolomé Sánchez de Plasencia i Catalina Ramos. La partida de baptisme, divulgada per Emilio Orozco Díaz, ha suscitat alguns dubtes, ja que no hi coincideix el nom de la mare amb el que va donar el pintor en el seu testament de 1603, on deia que era fill d'Ana Quiñones, nom que també portava una germana seva. Aquest era, també, el nom que donava Palomino i el que figurava en la informació de puresa de sang, un any posterior, per a l'ingrés a la cartoixa. Per aquest últim document es coneixen també els noms dels avis, tots residents a Orgaz. El pintor prengué el seu segon cognom de l'avi matern Alonso Cotán.
Es desconeix la professió del pare i si va poder tenir cap influència en la inclinació cap a la pintura del seu fill, però consta que un germà, Alonso Sánchez Cotán, va ser escultor amb residència a Alcázar de San Juan (Ciudad Real), professió que van heretar els seus fills, Alonso i Damián, encara que aquest últim potser es va dedicar únicament a les feines de daurat al taller d'escultura familiar.
Antonio Palomino afirma que va ser deixeble de Blas de Prado a Toledo, dequi «va millorar la pintura de fruites». Encara que no s'ha pogut confirmar documentalment, aquesta relació d'aprenentatge és versemblant. Prado, que va realitzar freqüents viatges al monestir de l'Escorial, va assimilar les tendències manieristes que s'hi practicaven i hauria estat, segons les fonts literàries, el creador de la natura morta espanyola, encara que no se n'hagi conservat cap de la seva mà. D'altra banda, la seva relació amistosa i professional amb Sánchez Cotán està acreditada fins al mateix any de la seva mort el 1599.

### Testament i inventari dels seus béns

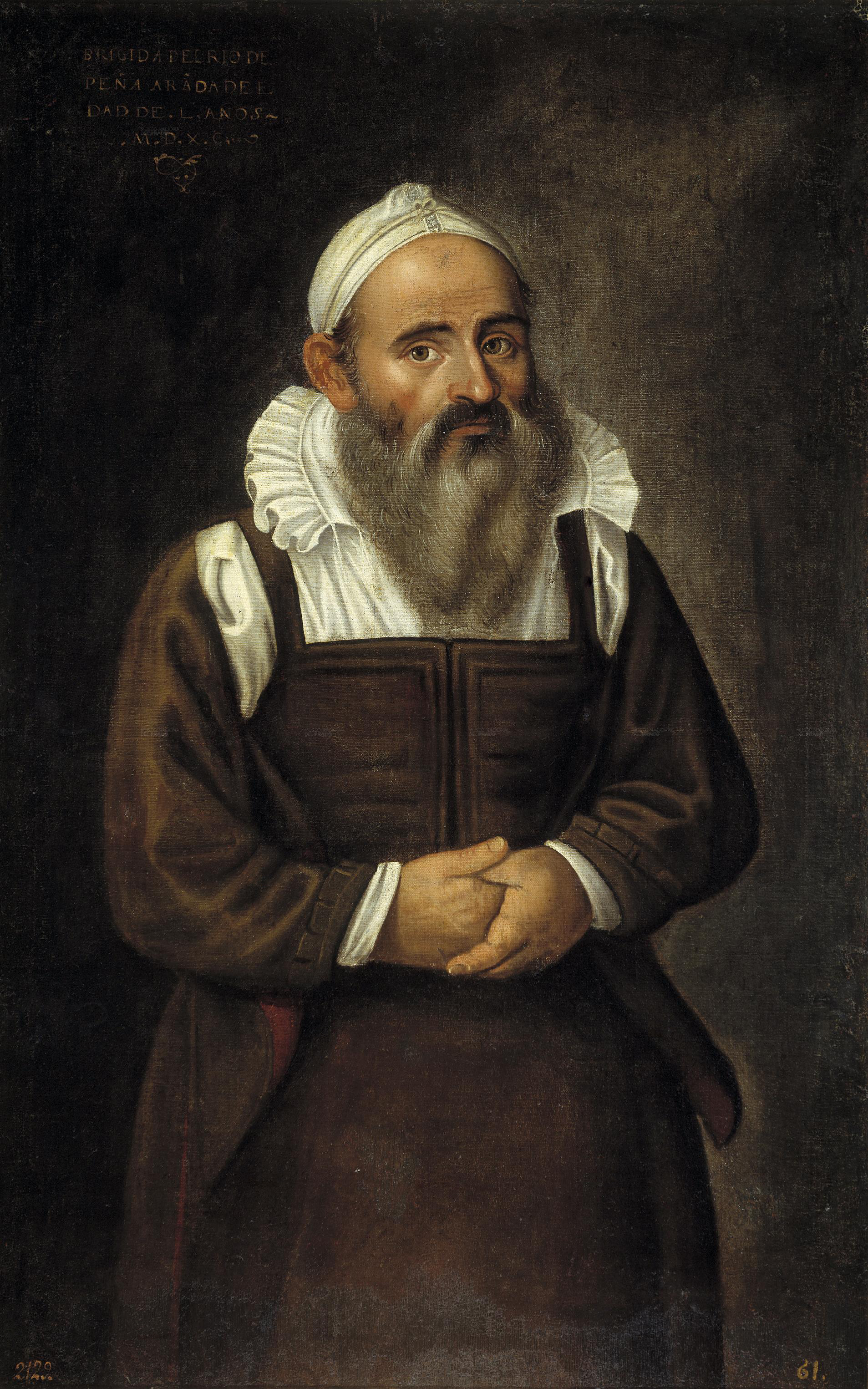
La barbuda de Peñaranda, inscripció: «BRÍGIDA DEL RÍO DE/ PEÑA ARANDA DE E/DAD DE L AÑOS/MDXC». Museu del Prado, pintura a l'oli (102 x 61 cm). L'interès compartit a l'època pels casos extraordinaris es fa palès en aquest únic retrat conservat de Sánchez Cotán.

El testament que va redactar Sánchez Cotán el 1603 quan es disposava a prendre l'hàbit cartoixà, juntament amb l'inventari dels seus béns dut a terme pels seus marmessors, són la millor font d'informació disponible per al coneixement de la seva trajectòria humana i professional fins aquest any. D'aquests documents es dedueix que el pintor havia portat una vida benestant, amb una clientela àmplia formada per alguns membres de la noblesa local i molts eclesiàstics, sense menysprear la realització de feines poc qualificades per a clients d'un rang més baix, com l'escut d'armes de l'arquebisbe de Toledo que va pintar per a un sabater. La relació dels seus deutors era també nombrosa, i entre ells hi figuraven els hereus del seu antic mestre. A casa seva, que a la vegada servia de taller, disposava d'alguns objectes de valor i instruments musicals però de pocs llibres: entre aquests comptava amb un de pintura de Blas de Prado i un «llibret de dibuixos» del mateix autor, junt amb un llibre de perspectiva de Jacopo Vignola; un altre era el Flos sanctorum d'Alonso de Villegas, que servia tant de llibre de devoció com d'eina útil per a un pintor la dedicació principal del qual era, precisament, la pintura de sants. De la seva religiositat, abans d'ingressar cartoixà, únicament en donen testimoni un hàbit franciscà, un rosari i algunes relíquies que va fer enviar a la cartoixa de Granada junt amb unes ulleres i alguns pinzells. A l'inventari s'hi recollien també prop de seixanta pintures: la meitat eren de tema religiós i també es comptaven tretze retrats –entre ells un autoretrat esbossat– i nou natures mortes; no totes, però, eren de la seva mà. Sánchez Cotán posseïa dues obres d'El Greco, una Verónica i un Crucifix viu. L'art singular del pintor cretenc –que, a més, figurava entre els seus deutors– no va deixar, tanmateix, empremta perceptible en el pintor d'Orgaz. La seva inclinació es dirigia preferentment cap a la pintura del monestir de Sant Llorenç de l'Escorial, i posseïa també amb un Crist de Juan Fernández de Navarrete i una Oració de l'hort «no acabada» (i potser còpia) de Luca Cambiaso. Després de Blas de Prado, el pintor amb qui apareix més estretament relacionat és Juan de Salazar, a qui va nomenar marmessor testamentari. Salazar era propietari de la Natura morta de caça, hortalisses i fruites, havia treballat a L'Escorial com a il·luminador dels llibres de cor i continuava amb aquest mateix treball al servei de l'arquebisbat de Toledo.

### Obres pròpies anomenades a l'inventari

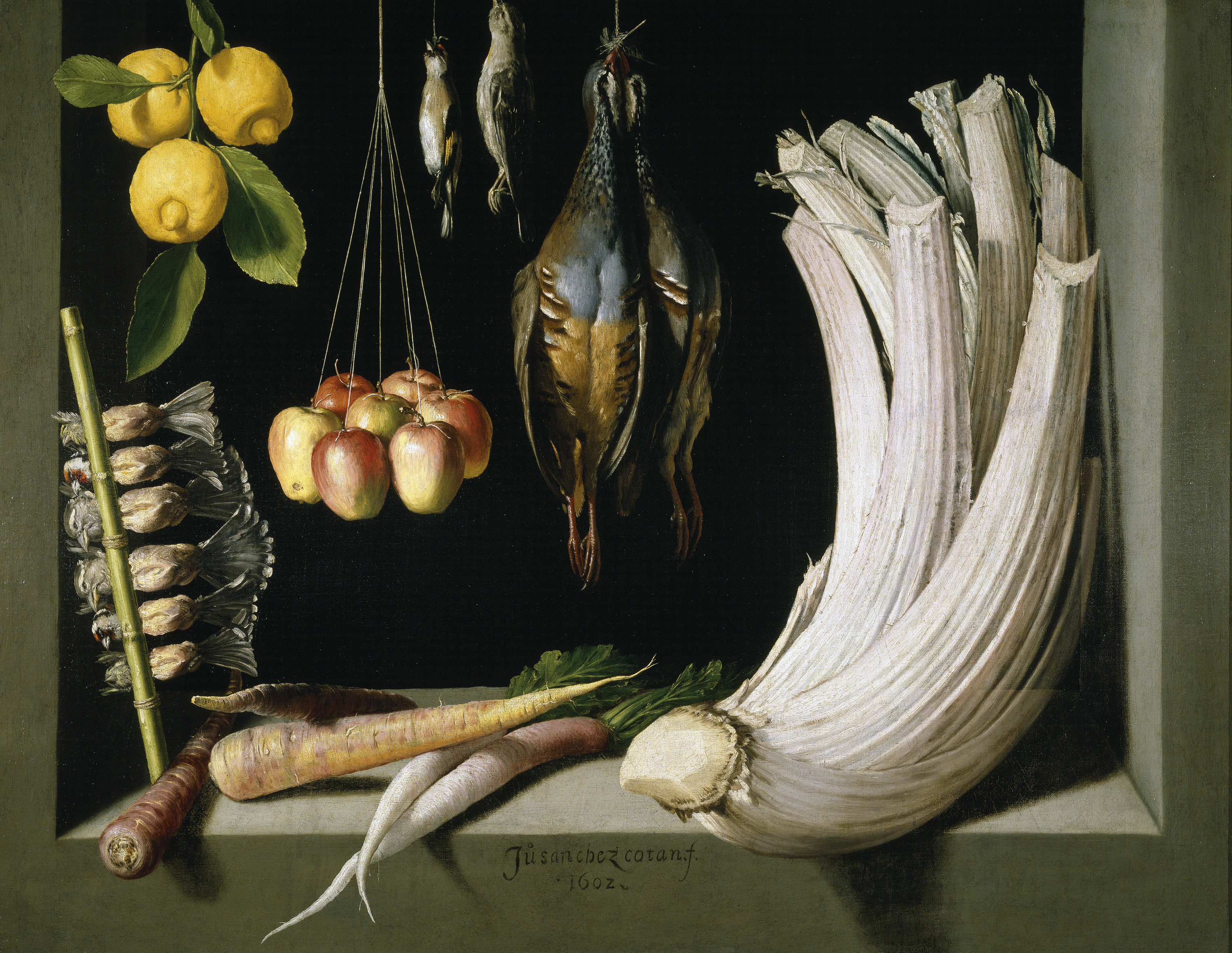
Natura morta de caça, hortalisses i fruites, signat «Ju. Sanchez cotan f./1602». Museu del Prado, Madrid, pintura a l'oli (69 x 89 cm).

Algunes de les pintures autògrafes de Sánchez Cotán citades en els documents com l'inventari tenen trets de detalls naturalistes influïts per Jacopo Bassano. Entre aquestes es poden destacar dos paisatges dedicats a les estacions de l'any, i d'altres que es descriuen directament com a còpies («un gran llenç de Bassano començat a esbossar» i «a on estan esbossats uns caps de vells i d'altres coses del Vasan»). També s'esmenten còpies de Ticià que podrien respondre als gusts de la clientela més que a l'interès del mateix artista per l'escola veneciana de pintura, la influència de la qual queda molt diluïda rn no incorporar a la seva pintura la tècnica ni el sentit del color dels mestres venecians. Una d'aquestes còpies de Ticià era la del Rapte d'Europa, que actualment es troba a Boston. No es tractava, a més, de l'única pintura de tema mitològic amb ressons eròtics desada a l'obrador, ja que s'hi trobava un Judici de París, segurament també de la seva autoria.
Pel que fa a les natures mortes que li donarien fama, l'inventari de 1603, en el qual s'esmenten ja bona part de les actualment conegudes, deixa veure inequívocament com, a partir d'un nombre reduït d'originals, eren còpies fetes pel mateix Sánchez Cotán a demanda de la clientela. A la natura morta conservada al Museu del Prado, antiga propietat de Juan de Salazar, hi al·ludeix probablement una entrada de l'inventari on s'esmenta «un llenç del card on hi ha les perdius que és l'original dels altres», mentre un altre es descriu com «llenç de fruites que és com el de Juan de Salazar».
Més nombrosos són els retrats, entre els quals s'inclouen els que va fer de personatges toledans, membres de la seva nombrosa clientela, juntament amb altres còpies de pintures alienes de membres de la família reial, entre els que en figurava un «de la reina anglesa». Si es jutja pel nombre de retrats que guardava al taller, alguns només esbossats –i els que esmenta al testament per encara no haver rebut tota la part del pagament–, aquest gènere de pintura degué ser la seva principal ocupació després de la pintura religiosa i per davant de la «pintura de fruites» en la qual, segons Palomino, hauria destacat abans d'abandonar Toledo. De la seva feina en aquest gènere del retrat s'ha conservat el retrat de Brígida del Río (La barbuda de Peñaranda, 1590) al Museu del Prado, després del seu pas per la col·lecció reial. De l'interès que va despertar el cas d'aquesta desgraciada dona se'n troba una altra prova a l'emblema que li va dedicar el toledà Sebastián de Covarrubias, que s'ocupava d'ella com d'un cas d'hermafroditisme, i que qualifica el seu retrat de «monstre horrorós i estrany», tingut per presagi de mal auguri.

### Germà llec a la cartoixa

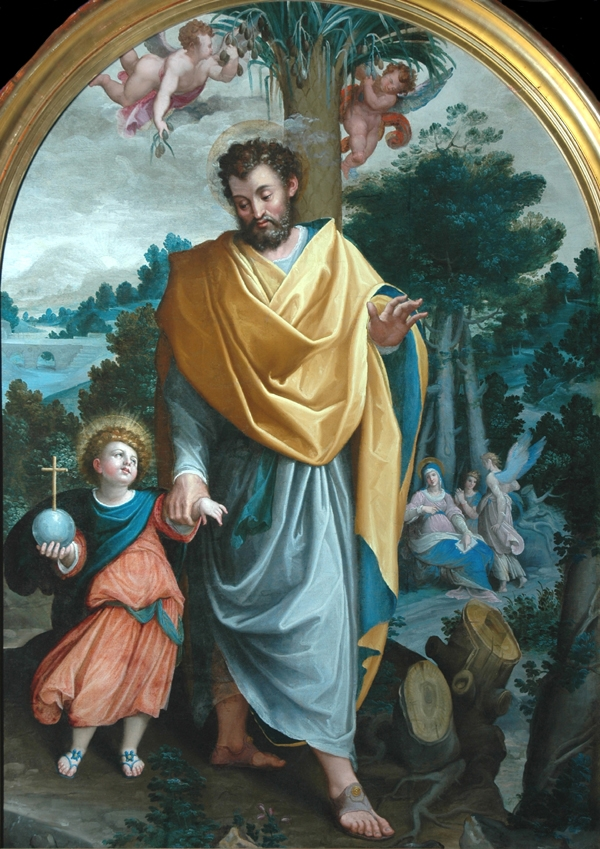
Sant Josep amb l'Infant (221 x 156,2 cm). Museu Bowes.

Sánchez Cotán va signar el seu testament el 10 d'agost de 1603 amb la intenció d'ingressar cartoixà a Granada, on es desplaçaria una mica més tard. És possible que no es dirigís immediatament a la cartoixa i que passés abans uns mesos al convent dels agustinians calçats d'aquella ciutat fins que, superat l'examen de neteja de sang, professés a la cartoixa granadina el 8 de setembre de 1604. Més tard, potser en complir-se els dos primers anys de noviciat, es va traslladar al monestir de Santa Maria d'El Paular, on consta que es trobava el 1610, quan va concertar amb el seu nebot la pintura d'un retaule per a l'església de San Pablo de los Montes (Toledo). A la mateixa cartoixa d'El Paular va deixar algunes pintures descrites per Antonio Palomino, totes perdudes, encara que podrien ser d'aquesta procedència la Mort de sant Bru –actualment a l'església de la plaça Carnot a Montinhac (França)– i el monumental Sant Josep amb l'Infant de Barnard Castle –al Museu Bowes.
Dos anys més tard Sánchez Cotán es trobava novament a Granada; d'allà va marxar a Alcázar de San Juan per mediar en disputes familiars causades per les aventures de la seva neboda. Ja establert definitivament a la cartoixa granadina, va enriquir amb els seus pinzells les dependències del monestir, del qual procedeixen gran part de les seves obres conservades, actualment repartides entre la mateixa cartoixa i el Museu de Belles Arts de Granada. Les seves habilitats manuals, però, segons diu Palomino, van ser aprofitades també per altres menesters: la seva cel·la es convertí en «remei de totes les calamitats de la casa; ja fos per reparar els ornaments; ja per a les canonades; ja per als rellotges i despertadors». Segons el mateix Palomino, que va visitar la cartoixa i va estudiar-ne les pintures, va portar una vida en extrem virtuosa, fins al punt «que és tradició en aquella santa casa, que se li va aparèixer la Mare de Déu perquè la retratés». Morí «amb crèdit de venerable» el 1627.

## Estil
El contacte a Toledo amb artistes que havien treballat a L'Escorial i la seva coneixença directa d'algunes obres d'aquella procedència van resultar determinants per a la formació d'un estil personal que a penes va experimentar canvis amb els anys. El record del monestir de Sant Llorenç de l'Escorial va estar encara molt present a les obres que va realitzar per a la cartoixa de Granada. D'allà procedeixen tant la monumentalitat d'algunes de les seves figures –com les de Sant Pere i Sant Pau en un retaule fingit, record dels altars amb parelles de sants de la basílica de L'Escorial– com el rigorós sentit geomètric de les seves composicions, pres de Luca Cambiaso, de qui també és el clarobscur que va mostrar en pintures com La Mare de Déu despertant l'Infant (actualment al Museu de Belles Arts de Granada), típic estudi d'il·luminació artificial dels manieristes.

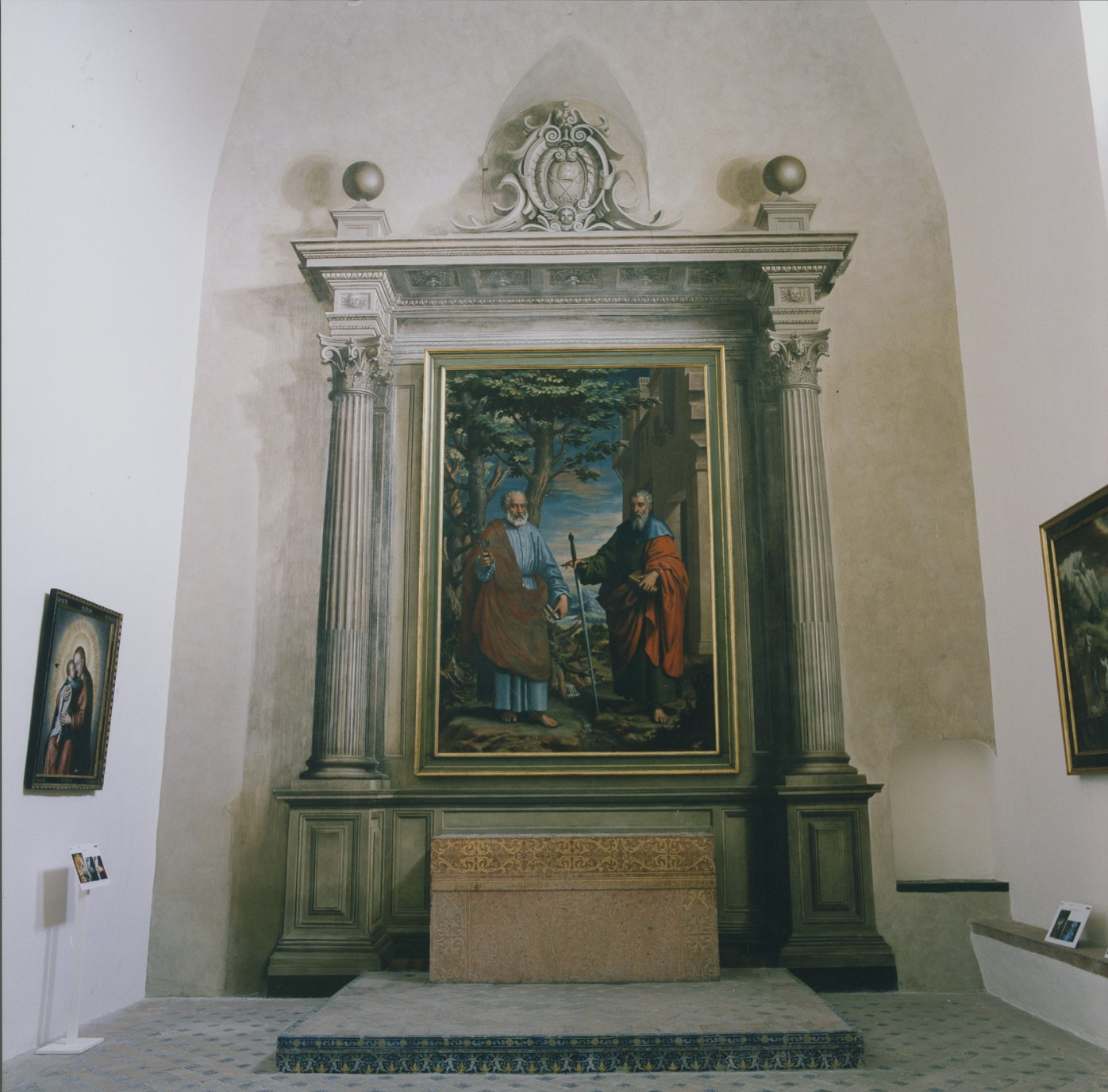
Retaule fingit per a la pintura Sant Pere i Sant Pau

La mateixa procedència tenen alguns detalls naturalistes, com la lluita entre el gos i el gat que va situar en primer terme el Sant Sopar pintat per al refetor de la cartoixa de Granada, imatge anecdòtica imitada del quadre de la Sagrada Família de Juan Fernández de Navarrete. La solemnitat de L'Escorial, però, fou reinterpretada per Sánchez Cotán amb un personal i gran «candorós primitivisme» que recuperà models flamencs de començaments del segle xvi, encara que tractats amb tècnica diversa.
Sánchez Cotán va ser contrari a les exageracions anatòmiques manieristes, i encara ho va ser més a l'incipient barroquisme. Ceán Bermúdez veié el to tranquil i ordenat de bona part de la seva pintura com un reflex del temperament contemplatiu del monjo i del seu personal caràcter bondadós. Amb aquesta tranquil·litat d'esperit va abordar, per exemple, els temes cruents dels martiris dels monjos cartoixans d'Anglaterra. Les seves composicions van ser equilibrades, i els moments escollits per representar pictòricament acurats; sempre va estar més interessat a mostrar els instants d'oració previs al martiri que la mateixa mort. Mantingué així les distàncies amb el que pocs anys més tard va fer Vicente Carducho, que tractà els mateixos temes però amb més dramatisme i amb un llenguatge ja plenament barroc; segons Palomino, Carducho va visitar el pintor a Granada, on va viatjar únicament amb intenció de conèixer-lo abans de posar-se a treballar en la seva pròpia sèrie d'escenes cartoixanes pel monestir de Santa Maria d'El Paular.

## Obres
Sánchez Cotán rarament datava les seves obres, per la qual cosa és difícil establir una cronologia. Aquesta dificultat es veu agreujada pel fet que el seu estil sembla que evolucionà poc al llarg del temps. Només conjecturalment, per tant, es pot assignar a l'etapa toledana el reduït nombre de pintures d'assumpte religiós que es troben fora de l'àmbit cartoixà, a més a més de les natures mortes citades a l'inventari de 1603 (amb l'excepció de la Natura morta del card del Museu de Belles Arts de Granada).

### Etapa toledana
D'aquest primer moment, a part de les natures mortes i la ja citada La barbuda de Peñaranda (1590), l'obra més important de les conservades és Crist i la samaritana del convent de Santo Domingo el Antiguo de Toledo. La pintura, d'unes dimensions de 112 x 142 cm i signada, presenta ja els models humans que empraria el pintor a les seves obres granadines, la severa composició geomètrica característica de tota la seva pintura i la situació de l'escena en un paisatge, presa de la pintura flamenca.
Al Museu de Santa Cruz de la mateixa ciutat es poden trobar dues versions de Sant Joan Evangelista a Patmos, essent aquest retratat amb aspecte juvenil en contradicció amb l'edat que devia tenir quan va rebre les revelacions. Un d'ells, signat, va ser adquirit al comerç i se n'ignora la procedència; el segon ha de ser el que es descriu el testament de 1603 com pintura de La Magdalena transformada en Sant Joan Evangelista a petició de la seva propietària, la comtessa de Montalbán, que encara li devia 33 reals pel seu treball. A l'església de Sant Ildefons de la mateixa ciutat es conserva un Nen Jesús amb la creu, del qual n'existeixen algunes rèpliques, que podria ser un altre dels esmentats al testament, en el qual declarava haver pintat un quadre d'aquest motiu per a Juan Sánchez Coello, capellà a San Juan de los Reyes i familiar del pintor Alonso Sánchez Coello.

### Natures mortes

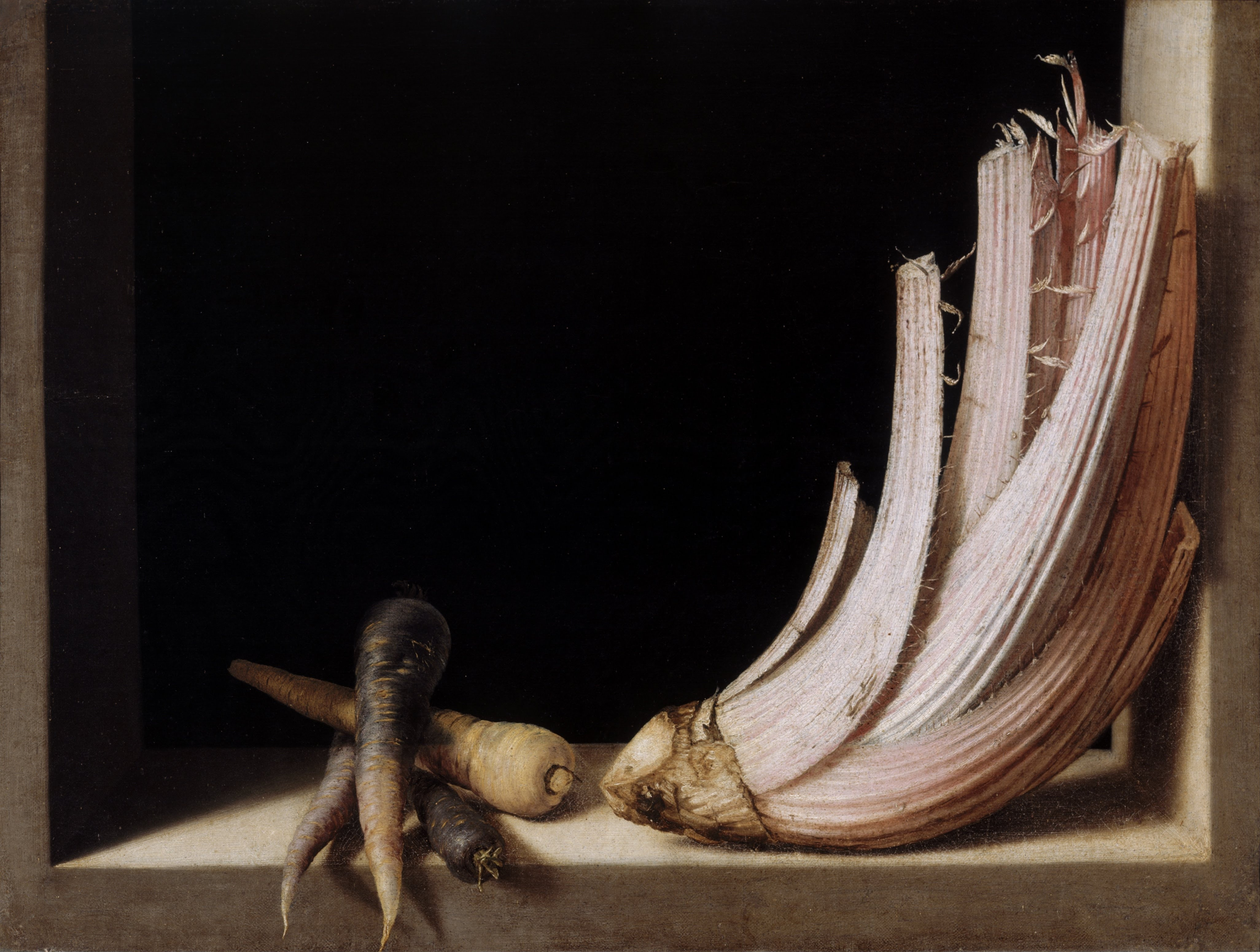
Natura morta del card al Museu de Belles Arts de Granada

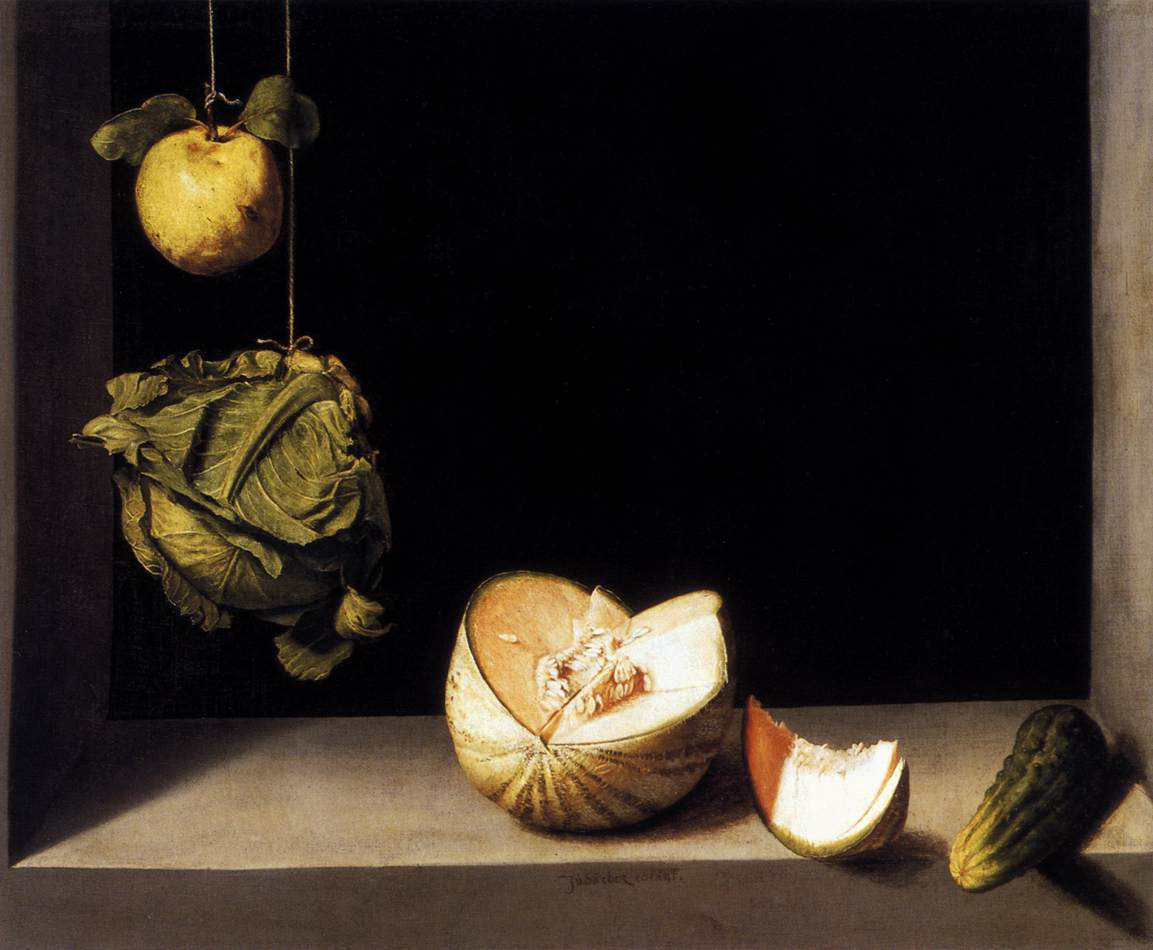
Natura morta al Museu de San Diego (Califòrnia)

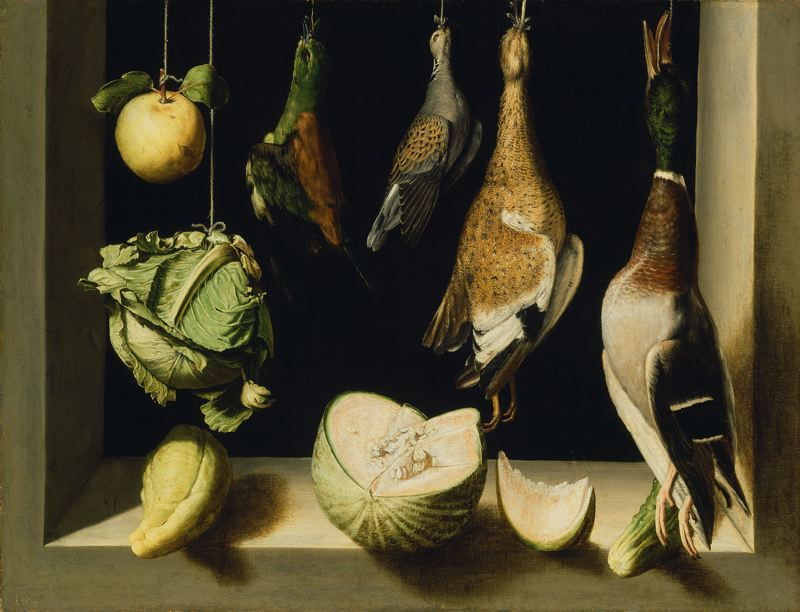
Natura morta a l'Institut d'Art de Chicago

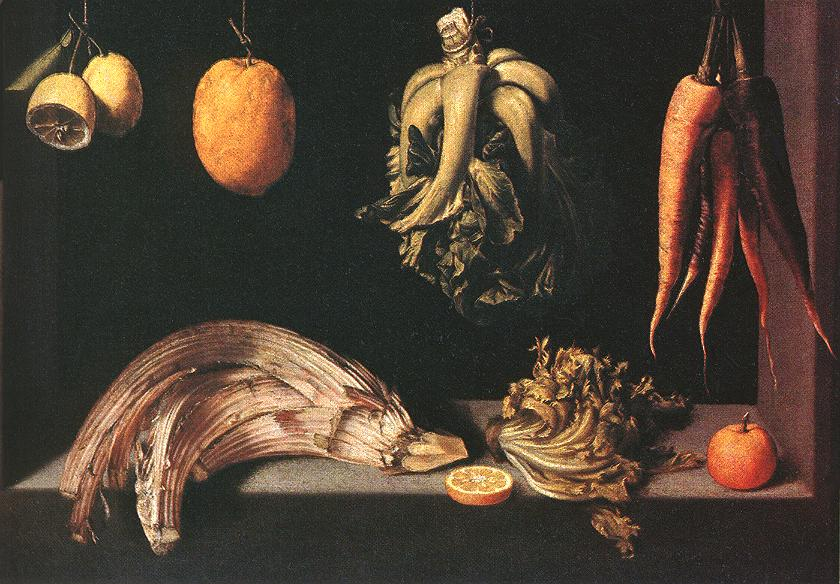
Natura morta d'hortalisses i fruites, col·lecció particular a Madrid

Bona part de la fama actual de Sánchez Cotán es recolza en les seves natures mortes que, malgrat el seu reduït nombre, resultaren revalorades en produir-se el redescobriment d'aquest gènere pictòric espanyol siscentista. La natura morta era considerada pels tractadistes com un gènere inferior segons l'ordre establert en l'«arbre de Porfiri», que col·locava l'home al cim de la creació. La natura morta, amb els seus antecedents en els grotescs i la pintura mural, solament es va independitzar de la pintura de cavallet a la fi del segle xvi, esdevenint una aplicació pràctica de les teories de la imitació i cercant uns efectes il·lusionistes que trobaven sempre el seu model exemplar en Zeuxis d'Heraclea i en l'anècdota, narrada per Plini el Vell, dels ocells que van acudir a picotejar en uns raïms pintats per aquest. Sánchez Cotán i sobretot el seu mestre Blas de Prado se situen, per tant, en els orígens mateixos del gènere, i tingueren àmplies repercussions sobre la posterior evolució de la natura morta espanyola.
Sánchez Cotán copiava totalment o parcialment les seves pròpies natures mortes a petició de la clientela i a partir d'un nombre reduït d'originals, tal com es verifica a l'inventari de 1603. Podria ser cap de sèrie la natura morta del Museu del Prado que, signada l'any 1602, mostra ja plenament format el seu estil, i la del Museu de San Diego (Califòrnia). Les seves natures mortes se situen a l'interior d'un carner del qual solament se'n dibuixa la part inferior, amb la qual cosa es justifica el fons densament negre. Sobre aquest fons, amb una llum dirigida que pot qualificar-se de tenebrista, es destaquen les peces de caça, fruites i hortalisses fortament il·luminades i tractades amb un dibuix precís, molt diferent del modelatge que empra en els seus quadres de tema religiós.
A la natura morta conservada al Museu del Prado (que probablement correspon a la que a l'inventari de 1603 es diu que és de Juan de Salazar i «original dels altres») el protagonisme correspon al card recolzat sobre un dels costats del carner, el moviment corb del qual continuen les pastanagues sobre la cartel·la. Això es redueix a la natura morta del Museu de Belles Arts de Granada, pintat segurament després de l'ingrés de l'artista a la cartoixa, on va prescindir dels elements restants –grup de llimones amb les seves fulles de maragda, cinc pomes, perdius i d'altres ocells que pengen de la part superior al costat d'una canya on s'enforquen alguns ocellets– que feien de la natura morta del Museu del Prado el retrat d'un rebost ben assortit d'una casa de la burgesia toledana. Bona prova del seu èxit és la còpia literal del card al quadre Natura morta amb cardo i francolí de la col·lecció Barbara Piasecka Johnson a Princeton, així com en el més tardà Natura morta del desconegut Felipe Ramírez, datat el 1628 i conservat també al Museu del Prado. D'altra banda, la inclusió d'un card semblant en un quadre de la Mare de Déu amb l'Infant que es conservava a la parròquia de Santiago a Guadix (destruït el 1936) podria fer pensar en algun tipus de simbolisme religiós.
La natura morta del Museu de San Diego, sense el card, repeteix el moviment decreixent curvilini, tal com es pot veure en la disposició a diferent altura dels seus cinc elements, progressivament separats del fons, començant amb un codony i una voluminosa col de cabdell penjats del sostre, continuant amb el meló obert en el centre de la composició –mostrant tota la lluminosa blancor del seu interior– i acabant amb una llesca del mateix meló i un cogombre de pell rugosa. La seva harmoniosa composició, que sembla descriure una hipèrbola, ha fet pensar que Sánchez Cotán es podria haver inspirat en algun gravat d'Arquimedes o en la disposició de les notes musicals sobre una partitura, ja que es recorda que entre els escassos llibres que guardava un era de perspectiva (autor Jacopo Vignola) i un altre un «llibre de música», a la qual era aficionat. A l'inventari de 1603 aquesta natura morta es descriu com «un llenç on hi ha un codony, un meló, un cogombre i una col de cabdell».

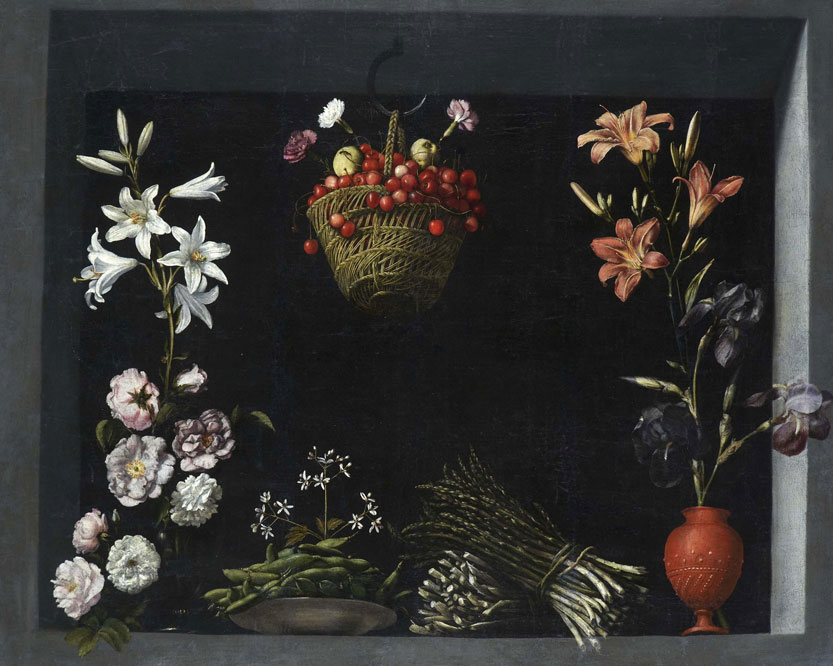
Natura morta amb flors, hortalisses i un cistell de cireres, darrera obra atribuïda al pintor.

L'obra de l'Institut d'Art de Chicago, que probablement es recull a l'inventari com «un quadre amb fruites on hi ha un ànec i d'altres tres ocells», no és sinó una variació de l'anterior, amb l'afegitó dels ocells, que trenquen la rigorosa geometria del primer. Una altra versió més tosca, de mà d'un imitador, afegeix a més a més les llimones de la natura morta del Museu del Prado i un gat ajupit.
Independent d'aquests models és la Natura morta de fruites i hortalisses, que pertany a una col·lecció particular madrilenya. El card, en aquest cas parat sobre l'ampit, allarga la seva corba a l'escarola, a la qual s'enllaça amb una rodanxa de llimona, enriquint el color. Pel nombre dels seus elements, encara que exclusivament vegetals, és més pròxim a la natura morta de Madrid que a la de Granada, i degué pintar-se abans del seu ingrés a la cartoixa.
Recentment Peter Cherry ha incorporat a la producció del pintor una nova natura morta, Natura morta amb flors, hortalisses i un cistell de cireres, provinent d'una col·lecció particular francesa. El quadre, que ja havia estat relacionat amb Sánchez Cotán per Enrique Lafuente Ferrari, va estar exposat el 1936 a nom de Zurbarán quan pertanyia a la col·lecció de Juan Martínez de la Vega, i degué sortir del país durant la Guerra Civil Espanyola. La presència de les flors –assutzenes blanques i rosades, clavells, roses i violers grocs– és excepcional a l'obra coneguda del pintor, i la seva semblança amb les emprades per Zurbarán permet explicar l'anterior atribució a aquest. També són úniques a la pintura d'aquest autor les fruites i hortalisses representades –espàrrecs, mongetes tendres i cireres– i la presència d'objectes d'atuell, com el gerro de terrissa vermellós i la cistelleta de vimet que penja del sostre; en aquest cas, però, es disposa de la notícia recollida a l'inventari de 1603 d'«un llenç d'un cistell de cireres i un cistellet d'albercocs». És també inèdit el punt de vista baix adoptat en aquesta ocasió de tal manera que, a diferència del que es troba a les sis restants natures mortes conegudes i tingudes per obres segures, no és la base de l'armari de rebost sobre la qual reposen els objectes, sinó el marc superior.
Existeix la possibilitat que algunes d'aquestes natures mortes fossin adquirides a la subhasta del pintor per l'arquebisbe de Toledo, Bernardo de Sandoval i Rojas, al poder del qual es trobaven a la seva mort cinc natures mortes adquirides per a Felip III per al remodelat palau del Pardo, a l'inventari del qual de l'any 1653 se cita «un fruiter petit amb el seu marc d'or i negre i un meló obert pel mig» com la natura morta de San Diego de Califòrnia.
El juny de 2013 el Govern de la Generalitat de Catalunya va declarar BCIN l'obra Bodegó amb senalla de cireres, roses, assutzenes, lliris, espàrrecs i mongetes, atribuïda a Sánchez Cotán.

### Pintures per a la cartoixa

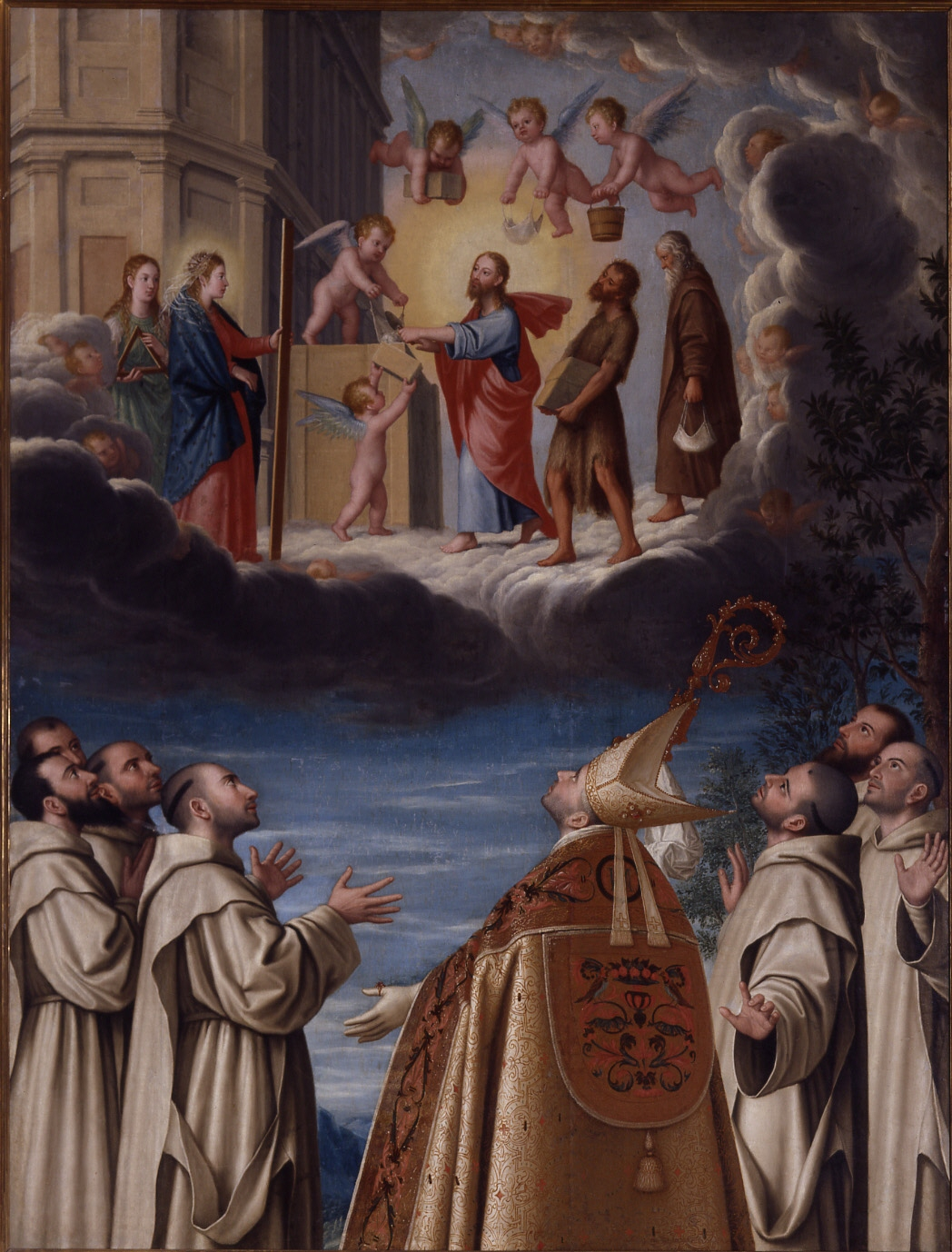
Visió de sant Hug, obra realitzada per al claustre de la cartoixa, conservada al Museu de Belles Arts de Granada.

Mentre estava establert a Granada, Sánchez Cotán va realitzar un nombre important d'obres per a la decoració de la seva cartoixa; moltes d'elles s'han conservat fins avui en dia. Els seus temes, sempre de caràcter religiós, comprenen motius evangèlics, pels quals es va servir bàsicament de models flamencs, i històries de la pròpia orde de la Cartoixa, narrades de forma més personal i amb ingenu primitivisme, potser conseqüència de l'absència de models previs en els quals inspirar-se.
Entre les primeres primeres obres es troba la sèrie d'històries de la Passió que va pintar per als angles del claustre (Museu de Belles Arts de Granada): mostren un profund patetisme i dependència d'estampes nòrdiques. Es poden considerar entre les obres menys reeixides de la seva producció i pot ser que corresponguin a una data tardana.
- Fugida a l'Egipte
- Baptisme de Crist

Més interès ofereixen la Fugida a l'Egipte i el Baptisme de Crist que van ocupar els retaules del cor de llecs. A la Fugida a l'Egipte s'observa la composició piramidal tancada del grup de la Mare de Déu amb l'Infant, a la manera renaixentista, i el delicat estudi de les ombres projectades pels arbres sota els que s'empara la sagrada família; tot plegat crea una atmosfera assossegada en la qual sembla advertir-se el silenci monacal. Al peu de la Mare de Déu, mig pa rodó i un tros de formatge recorden encara el pintor de natures mortes. El Baptisme de Crist, col·locat fent parella amb la pintura anterior a l'altre costat del cor de llecs, té una clara adaptació als efectes de clarobscur, amb el mateix objecte que al quadre anterior. El pintor es va preocupar que la il·luminació de les seves pintures s'adaptessin a la pròpia de l'estança del cor.
Molt notable és el Sant Sopar del refetor. Oposant-se a la tradició establerta en el quattrocento de disposar els apòstols en filera als costats de Crist, deixant lliure l'espai anterior de la taula, Sánchez Cotán va situar-ne tres rigorosament d'esquena, de tal manera que l'agrupació al voltant de la taula –servida únicament amb dos peixos– és més natural. A més a més, aquest cercat naturalisme encara es veu reforçat per la presència d'un gos i un gat barallant-se en el centre de la composició, cosa que recorda la pintura de Juan Fernández de Navarrete. L'efecte de llum que produeixen les dues finestres del fons és gràcies a la tècnica de trompe l'oeil: per elles «sembla que realment s'introdueixen les llums».
Aquest interès per la perspectiva, amb la seva capacitat d'enganyar la vista, es torna a posar de manifest a la creu de fusta fingida pintada sobre aquest llenç en la qual, recorrent al tòpic, Palomino deia que s'hi havien vist repetidament als ocells intentant posar-se en els seus claus. Al retaule fingit en blanc i negre que serveix de marc a la pintura de Sant Pere i Sant Pau a la capella De Profundis es troba la manifestació més aconseguida d'aquest domini de la perspectiva, elogiat per Palomino com «cosa meravellosa i al que més pot arribar l'art de la perspectiva, no solament de cossos, sinó de llums i ombres».

La Mare de Déu despertant l'Infant, Museu de Belles Arts de Granada, estudi de llum artificial.

Per al claustre petit Sánchez Cotán va pintar quatre llenços de la vida de sant Bru i la seva fundació de l'Orde, i d'altres pintures dedicades als martiris de cartoixans a Anglaterra. La rigorosa simetria i senzillesa de les seves composicions, juntament amb la simplificació dels volums, eviten el dramatisme barroc. Les llums, curosament estudiades, tampoc són les pròpies del tenebrisme, ni tan sols al quadre del Somni de sant Hug il·luminat per una llum artificial. L'empremta de Luca Cambiaso i de L'Escorial segueix molt present. Els nus, obligats, del llenç dels Màrtirs esquarterats, mostren les limitacions del pintor en aquest gènere.
De molt curiosa iconografia és la Visió de sant Hug, bisbe de Grenoble, que l'artista va pintar per a la seva capella al claustre petit; en l'actualitat es troba al Museu de Belles Arts de Granada. A la part superior de la pintura Jesús construeix el mur de la cartoixa ajudat per la Mare de Déu, que sosté una regla, sant Joan Baptista, sants i àngels. La forma ingènua amb la qual es resol aquesta part del llenç contrasta amb l'estaticisme de les figures de sant Hug i els seus companys de la part inferior, figures monumentals que acusen una vegada més el seu aprenentatge a la pintura de L'Escorial. Molt propera al del monestir de Sant Llorenç de l'Escorial és també l'Assumpció, que ocupava el retaule del Capítol (ara al Museu de Belles Arts de Granada), amb la seva rigorosa disposició frontal i el cor d'àngels simètricament parats. D'una forma semblant va tractar l'autor el tema de la Immaculada, encara que l'autoria de les que se l'hi han assignat és discutida. La pintura flamenca, tanmateix, s'adverteix particularment en una altra sèrie de quatre llenços apaïsats destinats a commemorar la fundació de la primitiva cartoixa, tractats com a autèntics paisatges amb figures, o en els repetits quadres de la Mare de Déu amb l'Infant, algun dels quals evoca directament a Gerard David.
Una altra pintura religiosa és la pintura La Mare de Déu despertant l'Infant, conservada al Museu de Belles Arts de Granada, en la qual la llum artificial prové d'una espelma que sosté una Mare de Déu amb cara de nena i que recorda alguna obra del pintor manierista Luis de Morales.

## Recepció

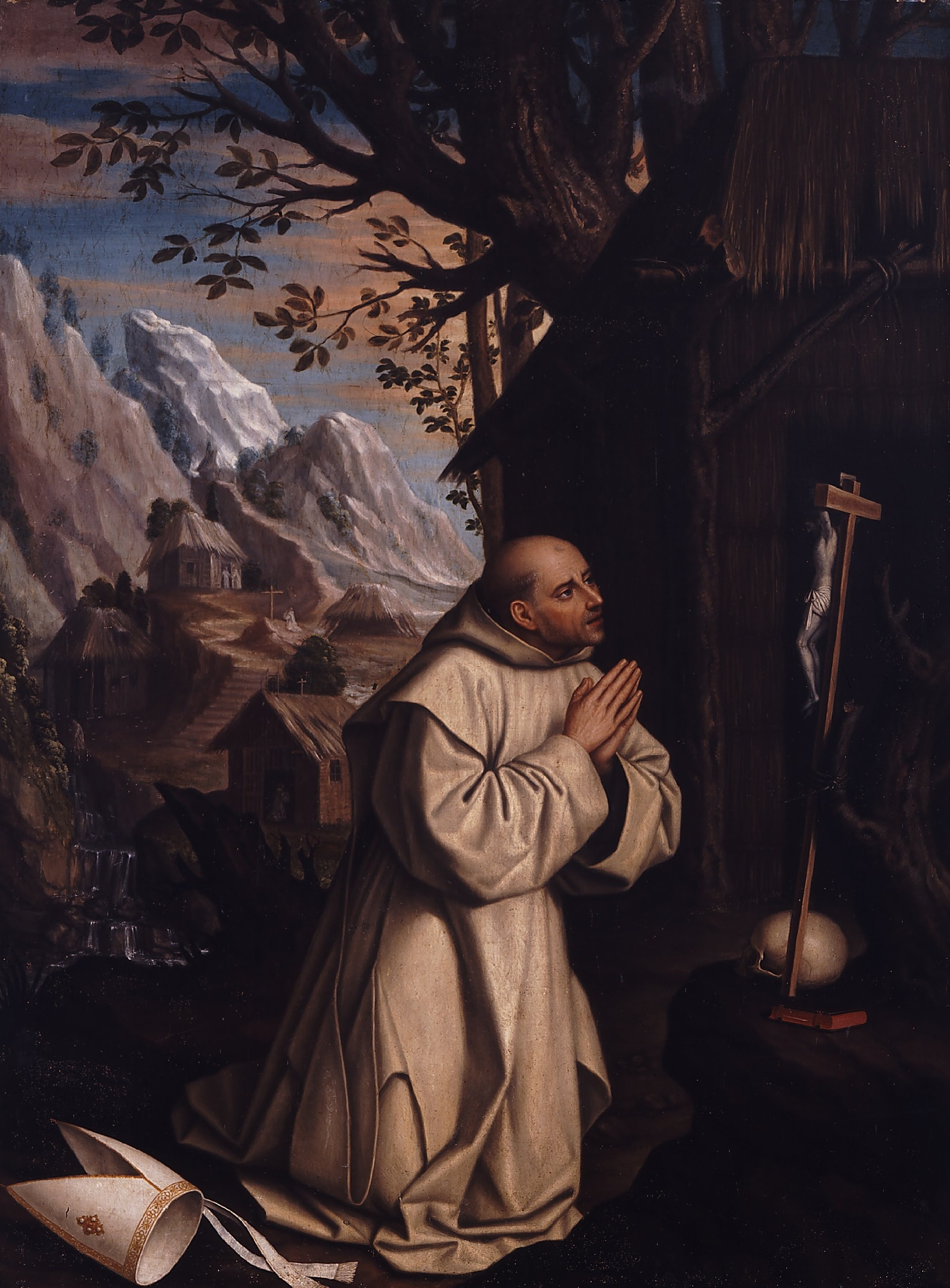
Sant Bru, pintura mística del fundador de la cartoixa

Les natures mortes de Juan Sánchez Cotán han estat «objecte d'interpretacions simbòliques i teològiques, sense cap mena de dubte excessives». Per a una part de la crítica aquestes interpretacions es basen en al·lusions genèriques a continguts místics o ascètics. Així, Schneider, qualificant de «festiva» la representació dels aliments que integren les seves natures mortes, suposa a Sánchez Cotán inspirat «en el pensament místic que girava al voltant de santa Teresa de Jesús o de sant Joan de la Creu que, propers al poble, es van oposar a la malversació de les corts, la santedat de la vida senzilla i l'ascetisme».
Emilio Orozco, qui més ha aprofundit en aquest tema, va centrar la seva explicació particularment en els escrits de fra fra Luis de Granada, a qui el pintor hauria llegit de segur. El mateix amor a les més humils criatures hauria inspirat l'obra de tots dos:
| « | Recuerda tanto a fray Luis que, como decíamos, es necesario pensar lo leería más de una vez; y no sólo en la Cartuja -donde tanto se leyó al dominico-, sino incluso antes de su ingreso en ella durante su virtuosa vida de pintor en Toledo. En el hecho de esta influencia nos demuestra no sólo cuán general y profundamente penetraron los escritos de nuestros místicos en el sentimiento de los españoles, sino, además, cómo la sensibilidad de algunos artistas descubrían en ellos un sentido expresivo, acorde o idéntico al que sentían como impulso y determinante de su arte. | » |

| «                                                         | Recorda tant a fra Luis que, com dèiem, cal pensar que l'hauria llegit més d'una vegada; i no solament a la cartoixa –on tant es va llegir el dominic–, sinó també abans del seu ingrés durant la seva virtuosa vida com a pintor a Toledo. Aquesta influència ens demostra no solament com de generalment i profund van penetrar els escrits dels nostres místics al sentiment dels espanyols sinó, a més a més, com la sensibilitat d'alguns artistes els descobria un sentit expressiu, concorde o idèntic al que sentien com a impuls i determinant del seu art. | » |
| — Emilio Orozco, Manierismo y barroco (1981) pàg. 100-101 | |   |

Els llibres que tenia Sánchez Cotán a Toledo no indiquen lectures d'aquesta naturalesa. Es troba similar sobrietat compositiva es troba en pintors holandesos o flamencs com Osias Beert i Clara Peeters o italians com Fede Galizia, estrictament contemporanis i igualment interessats en la il·luminació tenebrista, a alguns dels quals l'artista degué conèixer, en particular als italians, dels quals Juan Pantoja de la Cruz declarava en el seu testament de 1599 haver copiat algunes natures mortes.
Francisco Pacheco deia en tractar la «pintura de fruites» que no se'n poden donar regles, «res més que s'utilitzi fins colors i puntual imitació». Precisament és aquesta capacitat de crear una il·lusió de realitat, mitjançant l'exercici de la mimesi, el que ponderen a les natures mortes escriptors contemporanis com Lope de Vega o Luis de Góngora.
Els inventaris indiquen, a més a més, que de les natures mortes se'n feia un ús exclusivament decoratiu, sense que se'n puguin extreure interpretacions morals o al·legòriques de la forma en què es descriuen. Així, en fer el seu inventari, els marmessors de Sánchez Cotán es van limitar a enumerar de forma sumària les peces que integraven cadascuna. El mateix pintor, però, també al·ludia en el seu testament a una d'elles simplement com a «llenç que li vaig fer d'una caça», pintura que encara li havia de pagar un canonge toledà.
Partint de l'anàlisi de les ombres, que són independents en cada una de les peces que formen les seves natures mortes, el que principalment va interessar a Sánchez Cotán va ser la representació artística de cada una d'elles aïlladament, el seu volum i relleu, per després integrar-les en «artificiosos exercicis compositius, basats en el joc rítmic de les seves peces».
L'interès del pintor per aquests exercicis d'emulació i entreteniment, merament pictòrics, no ofereix dubtes i es pot observar, també, en alguns trompe l'oeils que va realitzar a la seva cartoixa granadina, molt elogiats per Antonio Palomino justament per aquella capacitat que els poetes ponderaven a les natures mortes, la d'emular, avantatjant-la, a la natura.

## Influència
Segons explica Céan Bermúdez, el pintor Vicente Carducho, quan va rebre l'encàrrec d'unes pintures per al monestir d'El Paular el 1626, va viatjar a Granada per conèixer a fra Juan Sánchez Cotán. Allà observà les seves pintures a la cartoixa de Granada. S'ha verificat que algunes composicions posteriors de Carducho pot ser que fossin creades a imitació de les de la cartoixa de Granada.
Juan van der Hamen y León (1596-1631) fou un pintor reconegut entre altres gèneres per les seves natures mortes amb clara influència de Sánchez Cotán, entre les quals destaquen Card amb cistella de pomes, pastanagues i llimona penjant, Natura morta amb card, hortalisses i paisatge nevat i Natura morta de fruites i hortalisses del Museu del Prado. En elles, l'ordre i la llum dirigida destaca els volums a la manera de Sánchez Cotán.
Alejandro de Loarte també és un dels pintors que van treballar a Toledo durant el primer quart del segle xvii, i les seves pintures es relacionen amb Sánchez Cotán. Va emprar també un card en el seu Natura morta del card, encara que en aquesta pintura hi apareixen altres elements de carn penjats sobre el fons fosc.
- Natura morta amb card, hortalisses i paisatge nevat, per Juan van der Hamen y León (1623). Col·lecció particular a Madrid.
- Natura morta del card, per Alejandro de Loarte (segle XVII). Museu de Belles Arts de Granada.
- Natura morta amb card, francolí, raïm i lliris, per Felipe Ramírez (1628). Museu del Prado.
- Natura morta amb dos carrassos de raïm, per Juan Fernández El Labrador (segle XVII). Museu del Prado.

A partir del segle xvii es troben seguidors (majoritàriament anònims) que prenen el card a les seves pintures com un element de les seves natures mortes, així com la il·luminació tenebrista. La mostra més clara de seguidor o imitador és el pintor Felipe Ramírez amb el seu quadre Natura morta amb card, francolí, raïm i liris, conservat al Museu del Prado i datat del 1628; es creu que pot ser una còpia literal del de Sánchez Cotán, encara que amb la introducció d'alguns detalls nous com la copa amb lliris morats.
D'altres natures mortes amb característiques similars foren realitzades per Juan Fernández El Labrador; en elles s'hi aprecien les peces de fruita penjades a la manera de Sánchez Cotán, amb fons negres i amb la tècnica del clarobscur. En té diverses obres, com Quatre carrassos de raïm penjant o Natura morta amb dos carrassos de raïm, ambdues al Museu del Prado.